# ما وراء الألوهية
ما وراء الألوهية أو ما بعد الألوهية (بالإنجليزية: Transtheism) يُشير المُصطلح إلى نظام فكري أو فلسفة دينية والتي لا تعتبر إلوهية ولا إلحادية ولكن تتجاوز الألوهية والإلحاد معًا أو تتطلع إلى ماوراءهما. المصطلح صِيغ إمَّا على يد عالم اللاهوت بول تيليش أو عَالِم الهنديات هينريتش زيمر.
ظهر المصطلح في عام 1952 لتيليش وفي عام 1953 بالنسبة إلى زيمر. نظرًا لأن الرجلين كانا على دراية شخصية به، فمن الصعب تحديد أي منهما صاغ المصطلح. وقد جرى مؤخرًا استخدام هذا المصطلح لينطبق على البوذية، وأدفايتا، وحركة بهاكتي.